# Trzewikodziób
Trzewikodziób (Balaeniceps rex) – gatunek dużego ptaka z rodziny trzewikodziobów (Balaenicipitidae), będący jej jedynym przedstawicielem. Występuje od Sudanu Południowego i południowo-zachodniej Etiopii przez Ugandę po południowo-wschodnią Demokratyczną Republikę Konga i północną Zambię. Poza sezonem lęgowym nieregularnie odwiedza Republikę Środkowoafrykańską. Narażony na wyginięcie.

## Taksonomia
Gatunek i rodzaj po raz pierwszy naukowo opisał w 1850 roku angielski przyrodnik i artysta John Gould. Okaz typowy pochodził z górnego Nilu Białego. Takson monotypowy.
Początkowo trzewikodziób przynależał do bocianowych (Ciconiiformes); poparła to taksonomia Sibleya–Ahlquista, w której wiele niesklasyfikowanych gatunków zostało zebranych w rząd Ciconiiformes. Później jednak stwierdzono, że trzewikodziobowi bliżej do pelikanowatych (Pelecanidae) (bazując na podobieństwach anatomicznych) lub do czaplowatych (Ardeidae) (bazując na dowodach biochemicznych; Hagey et al., 2002). Najnowsze badania DNA sugerują, iż przynależą one do rzędu pelikanowych (Pelecaniformes).

### Etymologia
- Balaeniceps: łac. balaena „wieloryb”, od gr. φαλαινα phalaina „wieloryb”; -ceps „-głowy”, od caput, capitis „głowa”[10].
- rex: łac. rex, regis „król”, od regere „rządzić”[11].

## Środowisko
Bagna i brzegi jezior i innych zbiorników śródlądowych, gdzie zakładają gniazda. Do miejsca żerowania wybierają bagna pozbawione zbyt gęstej roślinności, ze względu na łatwość podejmowania lotu i polowania na ryby. Szczególnie preferują płytkie oraz słabo natlenione zbiorniki wodne, gdzie łatwiej złapać ryby pływające bardzo blisko powierzchni wody. Na terenie Sudanu Południowego spotyka się trzewikodzioba na polach ryżowych oraz na plantacjach zalewanych wodą. Obecność gatunku na określonym terenie jest ściśle związana z występowaniem papirusu, pałki oraz trzciny.

## Charakterystyka
Wygląd zewnętrznyNajbardziej charakterystyczną częścią ciała trzewikodzioba jest gruby, szeroki, lecz krótki dziób, przystosowany do szukania pożywienia w mule. Zwykle jest opuszczony ku dołowi, często nawet oparty na szyi. Jest on poruszany silnymi mięśniami, dzięki czemu ptak może chwytać śliskie, duże ryby dwudyszne. Stosunkowo duże oczy są przesunięte ku przodowi, co wspomaga widzenie trójwymiarowe. Upierzenie szare z zielonkawym połyskiem.
RozmiaryDługość ciała do 120 cm, rozpiętość skrzydeł ponad 260 cm, masa ciała samców do 6,7 kg, samic 4,36–5,9 kg.
GłosW sytuacji zagrożenia lub w podnieceniu często kłapie dziobem, wydając donośny, głuchy dźwięk, „klekocząc” podobnie jak bocian.
ZachowanieTrzewikodziób jest dużym ptakiem, dlatego też rzadko kiedy lata, w czasie lotu podkurcza szyję opierając o pierś dziób. Wykorzystuje prądy powietrzne wznoszące, może wtedy osiągać wysokie pułapy, nie lata na odległości większe niż 500 metrów. Nie jest ptakiem wędrownym, przemieszcza się tylko okresowo ze względu na dostępność pokarmu czy zakłócenia w środowisku życia. Prowadzi głównie nocny tryb życia. Ptak przyjaźnie nastawiony do ludzi, pozwalający zbliżyć się obserwatorowi na 1–2 metry.

## Pożywienie

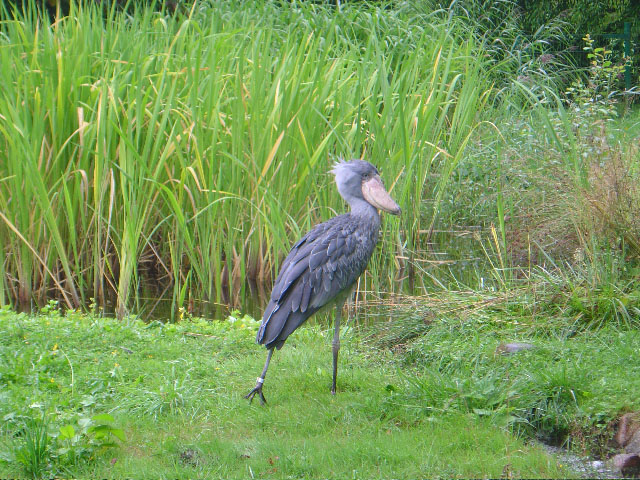

Trzewikodzioby są specjalistami pokarmowymi, co znaczy, że polują tylko na określony rodzaj zwierząt. Ich ofiarami są ryby dwudyszne o długości od 15 do 50 centymetrów i masie około 500 gramów, chwytane dzięki mocnemu dziobowi. Poza tym ptaki te mają specyficzną strategię polowania. Bardzo często poruszają się po określonym obszarze jeziora, dzięki czemu wiedzą, gdzie ryby mają swoje kryjówki i gdzie przebywają o określonej porze dnia.
W czasie polowania trzewikodziób cierpliwie i powoli brodzi w wodzie. Często też po prostu stoi i czeka, aż ryba sama do niego podpłynie. Kiedy ofiara znajdzie się w jego zasięgu, rzuca się na nią, rozkładając skrzydła. Cień skrzydeł oszałamia na moment rybę, dzięki czemu trzewikodziób ma czas, aby ją złapać. Po złapaniu zdobyczy ptak miażdży ją swoim dziobem i szybko połyka.
Trzewikodzioby zwykle polują w pojedynkę. Kilka ptaków polujących obok siebie spotkać można jedynie wtedy, gdy z wysychającego jeziora pozostaje jedynie małe bajorko, w którym uwięzionych zostaje wiele ryb. Dzięki polowaniu na ryby dwudyszne ptak ten unika konkurencji. Kiedy nadarza się okazja, trzewikodzioby polują także na żaby, gady (młode krokodyle, żółwie) lub małe ssaki. Dietę wzbogacają także mięczakami oraz padliną. Prowadzą samotny tryb życia, łączą się w grupy, tylko gdy brak pożywienia zmusza do żerowania w bliskiej odległości.

## Lęgi

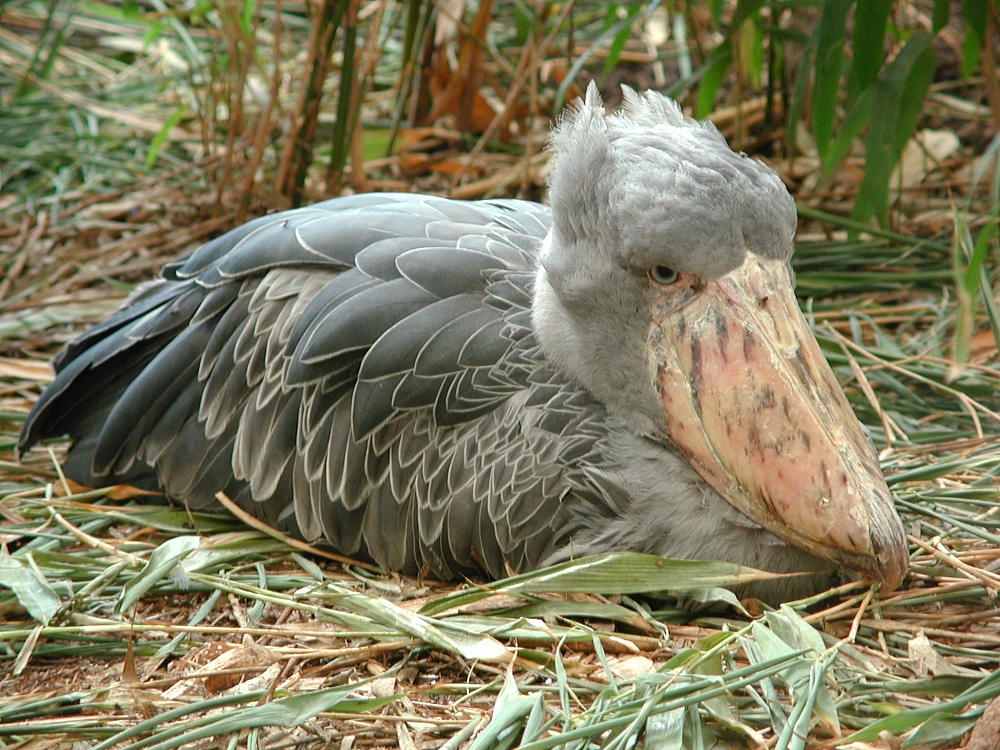

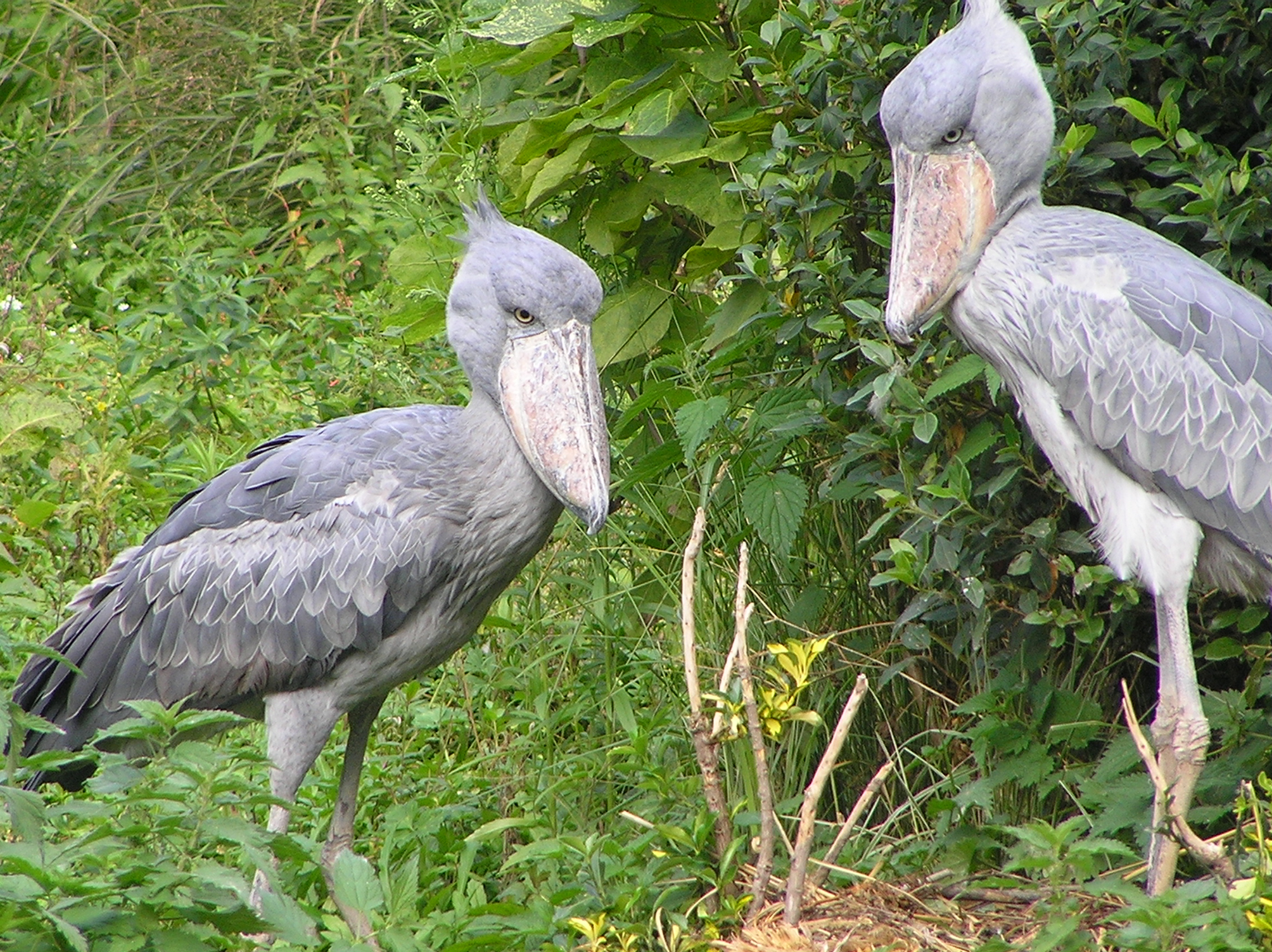

GniazdoGniazdo w kształcie płaskiego kopca jest budowane przez samca i samicę. Znajduje się ono zazwyczaj na pływającej roślinności lub w trawie na suchym lądzie, w trudno dostępnym miejscu, które zapewnia ochronę przed drapieżnikami.
Jaja i wysiadywanieW jednym lęgu samica składa 1–2 białe jaja. Wysiadywaniem przez ok. 30 dni zajmują się oba ptaki. W czasie upałów rodzice chłodzą jaja polewając je zimną wodą przynoszoną w dziobie. Pełny okres lęgowy trwa 140–145 dni, po czym młody opuszcza gniazdo. W Zambii okres lęgowy przypada na porę suchą, w innych regionach jest on bardziej elastyczny. Średnia długość życia osobnika wynosi 36 lat.
PisklętaWyklute pisklęta karmione są częściowo strawionym pokarmem. Po pewnym czasie zmieniają swoją dietę na ryby w całości. Opuszczają gniazdo w wieku 13–14 tygodni, choć przez jakiś czas wracają jeszcze do niego na odpoczynek. W wieku około 104 dni młody zaczyna latać. Zazwyczaj w ciągu roku parze udaje wychować się tylko jedno młode, gdyż wiele osobników młodych ginie z powodu nieopanowania umiejętności polowania na ryby dwudyszne. Charakterystycznym klekotaniem dopominają się o pokarm.

## Status, zagrożenia i ochrona
IUCN od 2004 roku uznaje trzewikodzioba za gatunek narażony (VU, Vulnerable); wcześniej, od 1994 roku klasyfikowano go jako gatunek bliski zagrożenia (NT, Near Threatened). Globalna populacja w 2002 roku szacowana była na 5000–8000 osobników. Trend liczebności populacji uznawany jest za spadkowy.
Główne zagrożenie dla tego gatunku stanowi wykonywane na dużą skalę osuszanie gruntów, szczególnie intensywne podczas budowy Kanału Jonglei, którą czasowo wstrzymano. Czynniki takie jak: nadmierne nawadnianie, wypalanie traw, wypas bydła, rybołówstwo, a także osuszanie bagien pod uprawę ryżu i trzciny cukrowej przyczyniają się do niszczenia naturalnych siedlisk trzewikodziobów. Trzewikodzioby są łapane i sprzedawane w celach konsumpcyjnych. Jaja i pisklęta są wybierane z przeznaczeniem do konsumpcji lub na sprzedaż do ogrodów zoologicznych i kolekcjonerów. Gatunek został wpisany do drugiego załącznika konwencji CITES.

## Trzewikodziób w kulturze
Wiele zwyczajów plemiennych ludów afrykańskich zakazuje polowania na te ptaki. Jeden z nich głosi, że płynąc łódką samo wspomnienie ich nazwy może spowodować burzę. Rysunki przedstawiające trzewikodzioba znajdujące się w egipskich grobowcach datowane są na około 3500 r. p.n.e.

## Ciekawostka
Trzewikodzioby są jednymi z najdroższych ptaków kupowanych do ogrodów zoologicznych w historii. W niewoli nie chcą się rozmnażać, cena dorosłego osobnika wynosi od 10 do 20 tysięcy dolarów.